# Morgenbladet

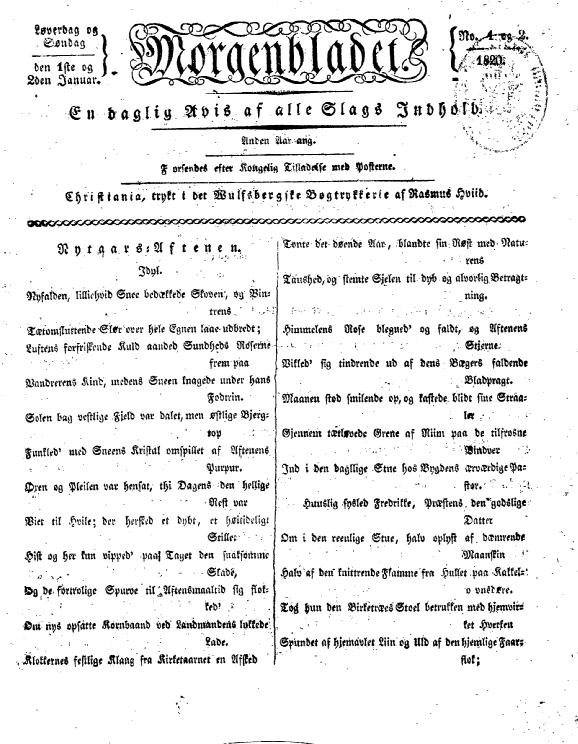
Titulní strana z 2. ledna 1820

Morgenbladet (Ranní list) je norský celostátní týdeník novinového formátu. Byl založen knihtiskařem Nielsem Wulfsbergem roku 1818, první vydání vyšlo 1. ledna 1819. Původně se jednalo o konzervativní deník, první v Norsku. Dnes se jedná o nezávislé noviny zaměřující se především na kulturně-společenská témata, hlavní přerod deníku v týdeník s částečnou změnou tematického zaměření proběhl v roce 1993.